# Чечеры (Рязанская область)
Чечёры — поселок в Шацком районе Рязанской области в составе Казачинского сельского поселения.

## Географическое положение
Поселок Чечеры расположен на Окско-Донской равнине на правом берегу реки Чечеры (приток Шачи) в 4,5 км к югу от города Шацка. Расстояние от поселка до районного центра Шацк по автодороге — 6 км.
К северу от поселка протекает река Чечера, к востоку — река Шача, на противоположном берегу которой расположен лесной массив. Ближайшие населенные пункты — поселки Первомайский и Пенькозавод, село Казачья Слобода.

## Население
| 1989 | 2010 | 2012 |
| ---- | ---- | ---- |
| 116  | ↘89  | ↗94  |

По данным переписи населения 2010 г. в поселке Чечеры постоянно проживают 89 чел. (в 1992 г. — 116 чел.).

## Происхождение названия
Населенный пункт получил название по реке Чечере, на которой расположен, но вот откуда у речки такое название сказать пока трудно. Вряд ли возможно сближение гидронима с русским диалектным словом «чичер» — холодный осенний ветер с дождем или снегом. По всей вероятности, гидроним имеет финно-угорское происхождение.

## Транспорт
Основные грузо- и пассажироперевозки осуществляются автомобильным транспортом. Вдоль восточной окраины поселка проходит автомобильная дорога межрегионального значения А-143: «Шацк — Тамбов».